# Hermann Schubert

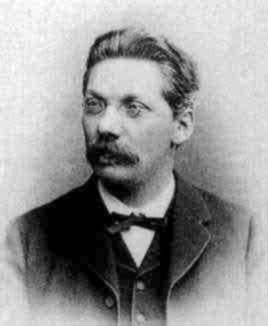
Hermann Schubert

Hermann Cäsar Hannibal Schubert (Potsdam, 22 mei 1848 - Hamburg, 20 juli 1911) was een Duits wiskundige.
Schubert was een van de toonaangevende ontwikkelaars van de enumeratieve meetkunde, die die delen van de algebraïsche meetkunde beschouwt, die een eindig aantal oplossingen hebben. In 1874 won Schubert een prijs voor het oplossen van een vraag door Zeuthen. Schubert-calculus is naar hem vernoemd.
Schubert begeleidde Adolf Hurwitz op de Realgymnasium Andreanum in Hildesheim. Hij arrangeerde dat Hurwitz bij Felix Klein aan de Universiteit kon studeren.